# El Soler de Dalt (Sant Sadurní d'Osormort)
El Soler de Dalt és una masia de Sant Sadurní d'Osormort (Osona) protegida com a Bé Cultural d'Interès Local.

## Descripció
Masia de planta quadrada coberta a dues vessants.
Sobre el portal allindat destaca una finestra treballada amb pedra de granit, poc freqüent en aquestes contrades. A la llinda hi ha un releu de dues dones enfrontades i a l'ampit hi ha una sanefa ondulada que resseguix tot de botons circulars.